# Cathédrale d'Ales
La cathédrale d'Ales ou cathédrale des Saints-Pierre-et-Paul (en italien : duomo di Ales, cattedrale dei Santi Pietro e Paolo) est une église catholique romaine d'Ales, en Italie. Il s'agit de la cathédrale du diocèse d'Ales-Terralba.

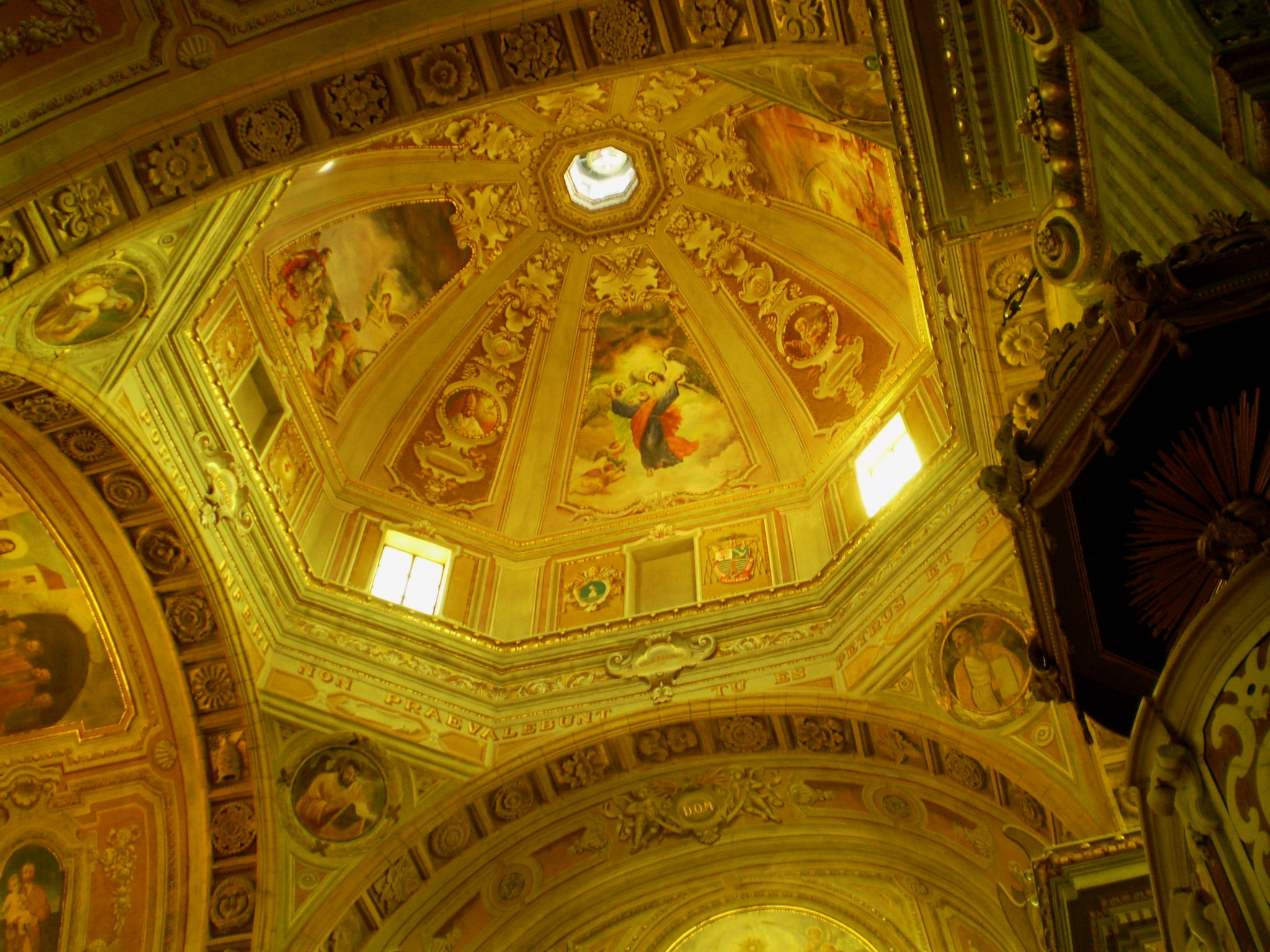
La coupole décorée.

### Articles liés
- Ales
- Région ecclésiastique de Sardaigne
- Liste des cathédrales d'Italie